# Chacana

Chacana.

Método de construcción

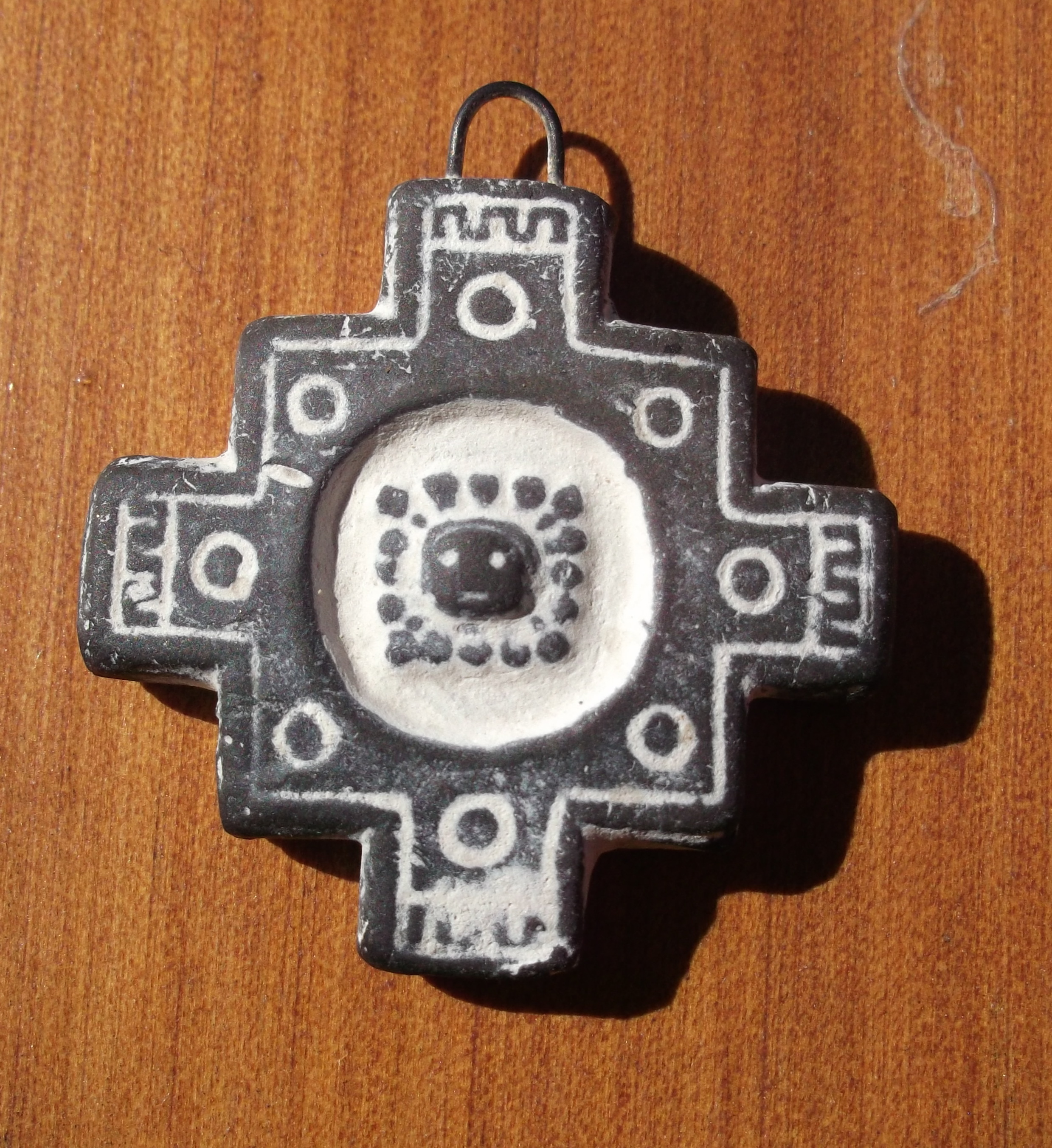
Artesanía con forma de chacana proveniente de la provincia de Jujuy, Argentina.

La chacana, chakana, o cruz andina es un símbolo recurrente en las culturas originarias de los Andes. Su forma es la de una cruz cuadrada y escalonada, con doce puntas. Desde la astronomía andina, el símbolo en sí representa a la cruz del sur en mayo y es una referencia al Sol y la Cruz del Sur. Su nombre proviene del aimara "Jach’a Qhana," que significa "gran luz resplandeciente," y por eso en muchos espacios de los Andes se sigue pronunciando "Achakana,"[cita requerida] en vez de "Chacana." En quechua, la palabra "chacana" significa "escalera" u "objeto a modo de puente," (del aimara: pusi chakani ‘la de los cuatro puentes’).
La chakana es un símbolo milenario aborigen de los pueblos indígenas de los Andes centrales en los territorios donde se desarrollaron tanto la cultura inca (sur de Colombia, Ecuador, Perú, oeste de Bolivia, Chile y Argentina) como algunas culturas preíncas (Perú y Bolivia). Es posible que en Ancash, Huánuco y Nor Lima  precolombinos se haya nombrado tsakana.
La chakana posee una antigüedad mayor de 4000 años, según el arquitecto Carlos Milla.

## Celebración y calendario
Hoy en día, la cultura aymara sigue reproduciendo el gráfico de la chakana en sus telas. Igualmente, los aymara aún conservan el calendario lunar de 13 meses con 28 días cada mes, empleado por los antepasados: 13 por 28 sale 364, el día 365 era considerado el día cero, algo así como una especie del inicial del año nuevo andino. Ese día es el 3 de mayo, que es cuando la Cruz del Sur adquiere la forma astronómica (geométrica) de una cruz latina perfecta.
La festividad de la Chakana, como se ha indicado, es el 3 de mayo, momento en que la constelación de la Cruz del Sur se encuentra en la parte más alta del cielo del hemisferio sur.

## Etimología
Dado que fue un símbolo ampliamente utilizado por la cultura inca, se refiere claramente al concepto de "escalera", el símbolo en sí es un "tawa chakana", o sea una escalera de cuatro (lados).{{cr}p 
En el quechua central, tsakana significa útil o material para usar como puente o unión entre dos elementos o partes separados. En provincias andinas de Huánuco, a los crepúsculos conocen  con tsakaana en la tarde; y en la mañana, tsaka- tsaka, dando a entender el vínculo o ligazón entre 'el mundo' de la noche con el 'mundo' del día. El enlace entre la claridad y la oscuridad.
Este símbolo de "cuatro escaleras" se ha popularizado en los países andinos bajo el nombre de "chakana" o "chacana".
Desde el quechua ancashino, variedad del quechua central, la palabra quechua tsakana está compuesta por tsakan (poner un puente) y el sufijo nominalizador -na (instrumento), pudiendo traducirse al castellano como 'para poner un puente'.

## Descripción
Su forma, que sugiere una pirámide con escaleras a los cuatro costados y centro circular, poseería también un significado más elevado, en el sentido de señalar la unión entre lo bajo y lo alto, la tierra y el sol, el ser humano y lo superior. Chakana pues, se comprende ya no sólo como un concepto arquitectónico o geométrico, sino que toma el significado de "escalera hacia lo más elevado".
Se han encontrado chacanas en diversas obras de arquitectura, petroglifos, tejidos, cerámicas y esculturas en todo el altiplano sudamericano, registrándose por primera vez en la cultura Caral, la civilización madre de América, luego en Sechín Bajo y posteriormente en las construcciones aimara de Tiahuanaco, en el altiplano andino, donde también se construyeron observatorios astronómicos exclusivos para la observación de la cruz del sur, ya que toda la cultura dependía del movimiento y posición de la constelación para cronogramar sus actividades anuales. También son observadas en Paracas, en el departamento de Ica, en Chavín al norte peruano. Se han encontrado también chakanas en Ecuador, Argentina y Chile, pues fueron parte del Imperio inca.
De hecho, un templo del Arcaico Tardío en el norte peruano, en el Complejo Arqueológico de Ventarrón, distrito de Pomalca, en Lambayeque posee la forma de chacana más antigua encontrada hasta hoy. El templo tiene una antigüedad aún no exactamente determinada, pero que sería de entre 4000 a 5000 años.
De hecho, la chakana no es una forma encontrada al azar, sino que se trata de una forma geométrica resultante de la observación astronómica. Los antiguos hombres "llevaron el cielo a la tierra" y lo representaron con este símbolo que encierra componentes contrapuestos que explican una visión del universo, siendo de esta manera representados lo masculino y lo femenino, el cielo y la tierra, el arriba y el abajo, energía y materia, tiempo y espacio. La forma de la chakana encierra en su geometría el concepto de Número Pi (que es un numero infinito) y el número real veintisiete[cita requerida].
Muchas de las formas típicas utilizadas por artesanos andinos encierran las relaciones geométricas marcadas por la chacana.
La elección de la cifra de suyos ('región' en quechua) o Qollasuyos ('región' en aimara) o regiones del Imperio, así como la definición dual de Hanan y Hurin ( Por ejemplo en Hanan Cuzco y Hurin Cuzco) estarían también basadas en las observaciones astronómicas simbolizadas en la chacana, estos cálculos fueron usados también como base para el diseño arquitectónico y de caminos.
El Qhapaq Ñan, Camino del Inca o Camino del Señor, eje central del sistema vial del Imperio Inca, es consistente también con la geometría de la chacana. Este camino marca una línea que atraviesa diversas ciudades del imperio incaico como Cajamarca, Cuzco, Tiahuanaco, Oruro y Potosí (estos últimos dos, son ciudades coloniales, con previos asentamientos quechuas y aimaras). Esta línea puede ser calculada tomando como centro a la ciudad del Cuzco, ombligo del mundo, según la concepción inca.
La chacana indica también las cuatro estaciones del año y los tiempos de siembra y cosecha. Algunos pueblos andinos celebran el día 3 de mayo como el día de la chacana, porque en este día, la Cruz del Sur asume la forma astronómica de una cruz perfecta y es señal del tiempo de cosecha. La cruz del sur era venerada por antiguos habitantes del Perú y, hasta hoy se mantiene la tradición de proteger los cultivos marcando el área cultivada con diversas chakanas. Este símbolo no tiene nada que ver con la cruz cristiana.
También es el símbolo de inkarri.

## Cosmovisión andina
Cosmovisión es la concepción e imagen del mundo que tienen los pueblos. Mediante esta visión del universo que les rodea, los pueblos (sobre todo los de la antigüedad) percibieron e interpretaron su entorno natural y cultural.
La cosmovisión se fundamenta en la cosmogonía, que es la fase mitológica de la explicación del mundo, y se organiza en la cosmología, como base de la sintaxis del pensamiento. Culturas diversas de la antigüedad como la egipcia, la incaica,etc. lograron una visión integrada de su medio ambiente que fue utilizada para el beneficio de su propio pueblo. La arqueología astrológica es un medio importante para comprender la cosmovisión de los pueblos antiguos.
En el mundo andino, la cosmovisión está principalmente ligada a la cosmografía, que es la descripción del cosmos, en este caso correspondiente al cielo del hemisferio austral, cuyo eje visual y simbólico lo marca la constelación de la Cruz del Sur, denominada Chakana en la antigüedad, y cuyo nombre se aplica a la Cruz Escalonada Andina, símbolo del Ordenador o Viracocha.
En el universo andino existen mundos simultáneos, paralelos y comunicados entre sí, en los que se reconoce la vida y la comunicación entre las entidades naturales y espirituales.
La chakana se le relaciona con los cultivos y las cosechas, pronostica los tiempos, los eventos de la naturaleza, incluso indicadores de sucesos social. Su conocimiento es de tiempos precolombinos. Representa al universo en su totalidad, el equilibrio, pero también la perfección y la armonía.
En el centro de la chakana se encuentra un círculo, símbolo de totalidad, unidad e infinito. Este círculo refuerza la idea de que la vida es un ciclo continuo de creación, transformación y renovación. En la tradición andina, el círculo simboliza el flujo perpetuo de las energías cósmicas que conectan todos los niveles de existencia, desde lo material hasta lo espiritual.
Así que con esto y considerando la existencia de múltiples mundos y realidades, se puede considerar que la Chakana también es un concepto equivalente a las dimensiones superiores, pues se le trata como una escalera que conecta con los reinos superiores de la cosmovisión andina. Eso y porque señalan que ya no solo es geometría, sino una elevación superior y no solo eso, sino que la geometría de la Chakana está basada en los estudios astronómicos, y, por tanto, encierra en su geometría el concepto del número pi (que es un numero infinito) y el veintisiete.

## Kanchas de la Cosmovisión Andina
Para entender la concepción andina dentro del plano arquitectónico ha sido necesario realizar una breve síntesis acerca del espacio o "kancha", usando palabras quechuas y explicando su traducción al castellano.
El espacio andino se percibe en tres planos que son el vertical, el horizontal y el virtual, este espacio tiene una "kancha" o lugar en común conocido como el "kay pacha" o núcleo, este espacio como el Ordenador de Vida es el eje de los planos horizontal, vertical y aureolar y que por ende tiene un valor energético que influencia el pensamiento de los RUNAS (gente del mundo andino).

### Kanchas o espacios

#### Chakana o plano horizontal
Este plano horizontal nos muestra cómo se sitúan los campos energéticos con relación al ciclo solar, es decir, los solsticios y equinoccios.

#### Sikis o plano vertical
Las sikis o bases, rigen la escala del poder en la sociedad precolombina; es decir, empezando por un ser superior, el gobierno y el pueblo. Esta jerarquía es similar a la de otras culturas y hasta hoy, en muchas de ellas, se mantiene vigente, y también utilizado esta denominación  para diferenciar a las mejores cosas de otras más simples.

#### Pacha o plano áureo (virtual)
Pacha es el espacio paralelo y el tiempo. Este plano es el resumen de los dos anteriores.
El núcleo o "kay pacha" es el espacio vivo, el presente, es la esencia de todo lo que se construye en la cultura andina.

## Representaciones

### La chacana en banderas

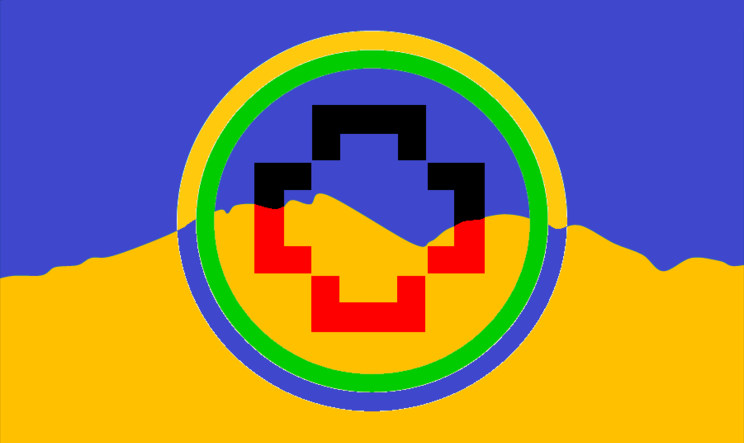
Bandera de Calama (Chile)
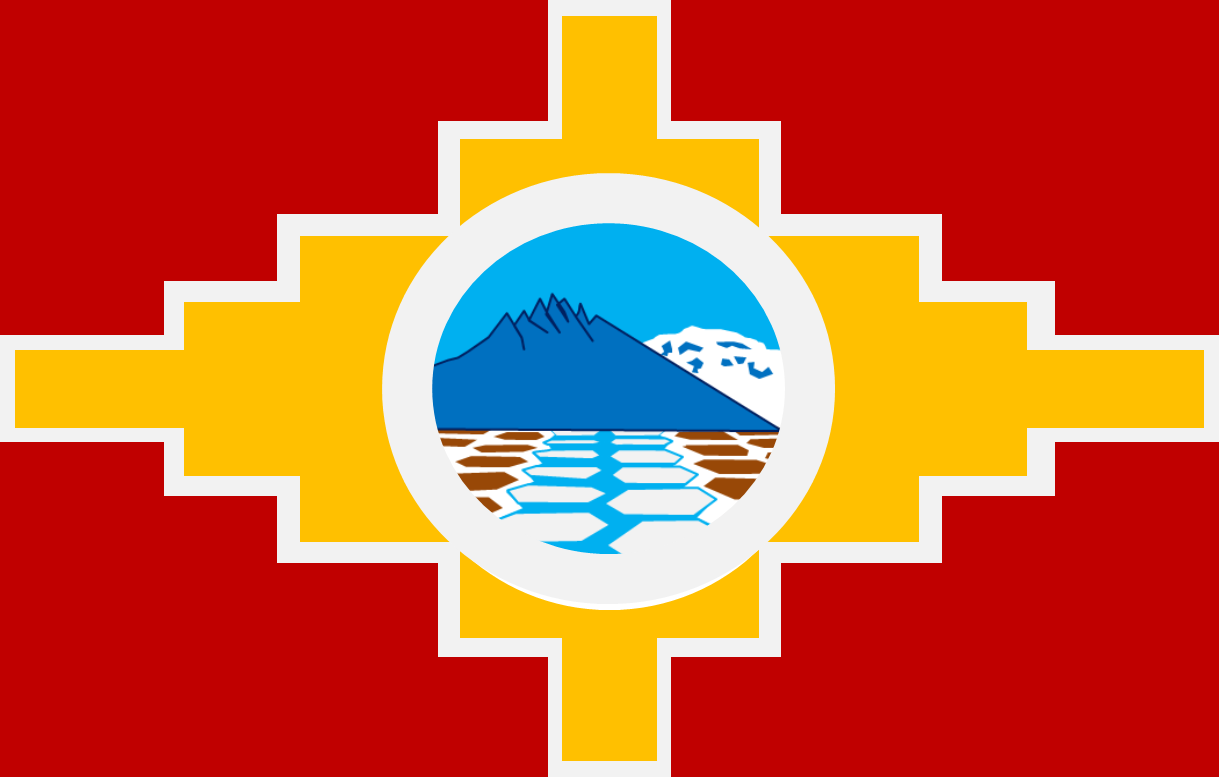
Bandera de Santa Bárbara (Chile)
Bandera de Puno (Perú)
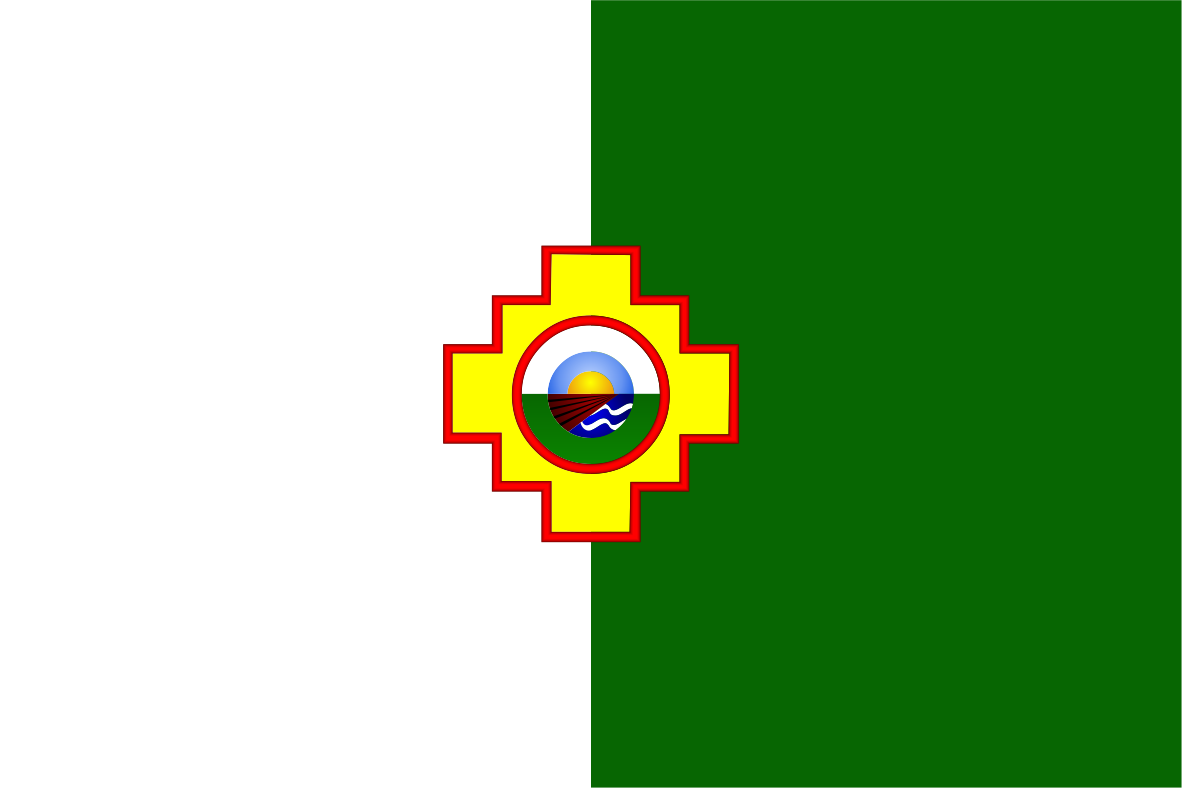
Bandera de Ácora (Perú)
Bandera de San Fernando del Valle de Catamarca (Argentina)

### La chacana en escudos

Escudo de Puno (Perú)
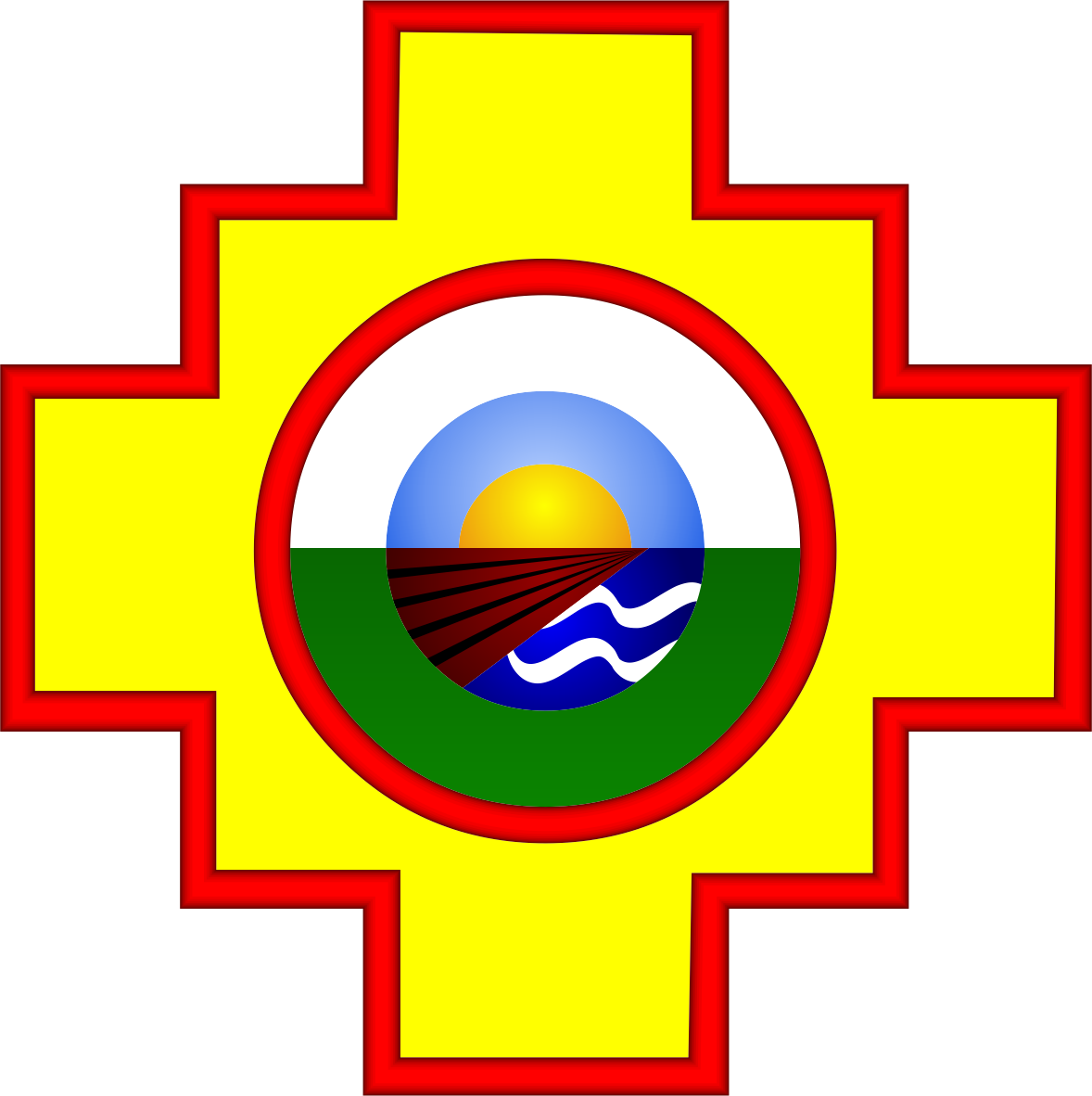
Escudo de Ácora (Perú)

### Imagotipo gubernamental de Bolivia
En Bolivia, el 13 de enero de 2021, durante el gobierno de Luis Arce, establece una imagen de gobierno que está constituida por una chakana, estableciéndose su uso para ministerios, embajadas, instituciones descentralizadas, autoridades de fiscalización y control.

### La chacana en la política peruana
Un partido político peruano, Perú Posible, cuyo líder, Alejandro Toledo (expresidente de la república), ha utilizado la chakana para proyectar al pueblo una imagen de pertenencia al llamado Perú profundo. De hecho se conoce a este partido hasta hoy como el partido de la chakana.
El etnocacerismo, una doctrina política peruana caracterizada por el etnonacionalismo, utiliza la chakana como símbolo representativo.

## La chacana en otros ámbitos
La chacana, llamada de "trece niveles", aparece también como símbolo fundamental en los llamados movimientos de reeducación humana en América Central y América del Sur. Chacana, es un cinturón de plumas, usado en Bolivia, como ornamento. Se utiliza para las danzas

## Astronomía andina
La práctica astronómica en los Andes está ligada a su génesis cultural, debido a la necesidad de este conocimiento para la actividad agrícola y el usufructo de la naturaleza. Su presencia en la historia andina es relevante.
Entre los testimonios logrados por las investigaciones arqueo-astronómicas, son de resaltar las observaciones astronómicas preíncas e incas tales como los alineamientos intersolsticiales y estelares, los calendarios iconográficos y de sombras, los fechados angulares y los espejos astronómicos como herramientas dentro de una práctica social y ritual permanente. Todo esto indica claramente que la cultura del antiguo Perú reconocía la característica cíclica del tiempo y utilizaba estos conocimientos para beneficio de su pueblo. Más aún le sirvió para la concepción circular del tiempo, diferente a la visión lineal del tiempo, como lo hace Occidente.
Especialmente en el mundo la cruz andina es conocido como "Jach'aqhana" que significa la luz de los andes.

## Nueva Era y Antigüedad
Algunos estudiosos la consideran una "tradición inventada". No obstante, se han producido descubrimientos que la datan de 4000 años de antigüedad.